# (73345) 2002 JM121
(73345) 2002 JM121 – planetoida z pasa głównego asteroid okrążająca Słońce w ciągu 4,4 lat w średniej odległości 2,68 j.a. Odkryta 5 maja 2002 roku.